# 給事中
給事中（きゅうじちゅう）は、かつて中国にあった官職である。雅稱は夕拝（せきはい）。
前漢においては、大夫、博士、議郎など他の官職に加えて任官される加官であった。顧問応対を職とし、位は中常侍に次いだ。
後漢では廃止されたが、魏になって再び置かれ、晋以降においても存続した。
『旧唐書』職官志によれば門下省に属する正五品の清官で定員4名であった。